# Скажені гроші (фільм, 1981)
«Скажені гроші» (рос. «Бешеные деньги») — російський радянський художній фільм 1981 року режисера Євгена Матвєєва за однойменною комедією Олександра Островського.

## Сюжет
Середина XIX століття. Провінціал Васильков закохався в Лідію, дівчину з дворянської родини, що розорилася. Світська красуня в надії на матеріальне благополуччя виходить за простолюдина, якого зневажає. Але він не терпить марнотратства, і вона залишає його. Нові борги змушують Лідію повернутися до чоловіка.

## У ролях
- Людмила Нільська —  Лідія Юріївна Чебоксарова
- Олександр Михайлов —  Сава Геннадич Васильков
- Олена Соловей —  Надія Антонівна Чебоксарова
- Юрій Яковлєв —  Іван Петрович Телятєв
- Павло Кадочников —  Григорій Борисович Кучумов
- Вадим Спиридонов —  Єгор Дмитрович Глумов
- Леонід Куравльов —  Василь
- Олександр Пятков —  Андрій
- Тетяна Новицька —  покоївка

## Знімальна група
- Автор сценарію і режисер-постановник:  Євген Матвєєв
- Оператор-постановник:  Леонід Калашников
- Художник-постановник:  Семен Валюшок
- Художник по костюмах:  Ганна Ганевська
- Композитор: Євген Птичкін